# 蝦夷鹿
虾夷鹿（學名：Cervus nippon yesoensis），鹿科鹿属梅花鹿种下面的一种亚种，主要生活于北海道，是北海道的特有种。栖息地为北海道的森林与林草复合带，也生活在与人类相似的环境中，在城市地区出没。